# Notophyson tiresia
Notophyson tiresia là một loài bướm đêm thuộc phân họ Arctiinae, họ Erebidae.